# Аранталава (Грама Ніладхарі)
Грама Ніладхарі Аранталава (№ 136A) — Грама Ніладхарі підрозділу ОС Махаоя, округ Ампара, Східна провінція, Шрі-Ланка.

## Демографія
| Населення (2007) | Населення (2007) | Населення (2007) | Населення (2007) | Населення (2007) |
| Населення        | Чоловіки         | Жінки            | Діти             | Дорослі          |
| ---------------- | ---------------- | ---------------- | ---------------- | ---------------- |
| 1022             | 482              | 540              | 394              | 628              |